# Der Leichtathlet
Der Leichtathlet war eine Fachzeitschrift zum Thema Leichtathletik, die von 1924 bis 1944 erschien.
Sie wurde im Berliner Limpert Verlag herausgegeben und fungierte als amtliches Reichsorgan des Fachamtes Leichtathletik im Deutschen Reichsbund für Leibesübungen sowie als amtliches Organ der Deutschen Sportbehörde für Leichtathletik.